# Doce 22
Doce 22 è il secondo album in studio della cantante brasiliana Luísa Sonza, pubblicato il 18 luglio 2021 dalla Universal.
È stato candidato per il Latin Grammy al miglior album pop contemporaneo in lingua portoghese.

## Tracce
1. Interesseira – 2:10
2. VIP (with 6lack) – 2:56
3. Modo turbo (with Pabllo Vittar and Anitta) – 2:30
4. Café da manhã (with Ludmilla) – 3:02
5. 2000 – 2:39
6. Anaconda (with Mariah Angeliq) – 3:03
7. Mulher do ano – 2:35
8. Interlude – 1:10
9. Melhor sozinha – 3:46
10. Fugitivos (with Jão) – 3:26
11. Penhasco – 3:06
12. Caos/Flor – 2:31
13. O conto dos dois mundos (Hipocrisia) – 3:04
14. Também não sei de nada (with Lulu Santos) – 2:50

## Classifiche
| Classifica (2024) | Posizione massima |
| ----------------- | ----------------- |
| Portogallo        | 140               |